# Arab, Alabama
Arab (Ả Rập) là một thành phố thuộc quận Marshall, tiểu bang Alabama, Hoa Kỳ. Dân số năm 2009 là 8272 người, mật độ đạt 246 người/km².